# البنيوية (علم الأحياء)
البنيوية البيولوجية أو البنيوية العملية هي مدرسة فكرية بيولوجية تعترض على التفسير الدارويني أو التكيفي الحصري للانتقاء الطبيعي كما هو موصوف في التوليف الحديث في القرن العشرين . فهو يقترح بدلاً من ذلك أن التطور يتم توجيهه بشكل مختلف ، بشكل أساسي من خلال قوى فيزيائية إلى حد ما والتي تشكل تطور جسم الحيوان، ويعني في بعض الأحيان أن هذه القوى تحل محل الاختيار تمامًا.
اقترح البنيويون آليات مختلفة ربما تكون قد وجهت تشكيل خطط الجسم . قبل داروين، جادل إتيان جيفروي سانت هيلير بأن الحيوانات تشترك في أجزاء متماثلة ، وأنه إذا تم تكبير أحدها، فسيتم تقليل تعويض الأجزاء الأخرى. بعد داروين، ألمح دارسي طومسون إلى الحيوية وقدم تفسيرات هندسية في كتابه الكلاسيكي الصادر عام 1917 عن النمو والشكل . اقترح أدولف سيلاخر التضخم الميكانيكي لهياكل "pneu" في حفريات الكائنات الحية في العصر الإدياكاري مثل ديكنسونيا . جادل غونتر ب. فاغنر لصالح التحيز التنموي، والقيود الهيكلية على التطور الجنيني . فضل ستيوارت كوفمان التنظيم الذاتي ، وهي فكرة أن البنية المعقدة تنبثق بشكل كلي وعفوي من التفاعل الديناميكي لجميع أجزاء الكائن الحي . ناقش مايكل دينتون قوانين الشكل التي من خلالها يتم تنظيم الكليات الأفلاطونية أو "الأنواع" ذاتيًا. اقترح ستيفن ج. جولد وريتشارد ليونتن "الركائز" البيولوجية ، وهي ميزات تم إنشاؤها كمنتج ثانوي لتكيف الهياكل المجاورة. جادل جيرد ب. مولر وستيوارت أ. نيومان بأن الظهور في السجل الحفري لمعظم الشعب الحالية في الانفجار الكامبري كان تطورًا "ما قبل مندلي"  ناجمًا عن عوامل فيزيائية. بريان جودوين ، الذي وصفه فاغنر بأنه جزء من "حركة هامشية في علم الأحياء التطوري"،  ينكر أن التعقيد البيولوجي يمكن اختزاله في الانتقاء الطبيعي، ويجادل بأن تكوين الأنماط مدفوع بالمجالات المورفولوجية .
انتقد علماء الأحياء الداروينيون البنيوية، مؤكدين أن هناك أدلة وفيرة على أن الانتقاء الطبيعي فعال، ومن خلال التماثل العميق ، أن الجينات شاركت في تشكيل الكائنات الحية عبر التاريخ التطوري . إنهم يقبلون أن بعض الهياكل، مثل غشاء الخلية، تتجمع ذاتيًا، لكنهم ينكرون قدرة التنظيم الذاتي على دفع التطور على نطاق واسع.

تم تقديم بدائل متعددة للداروينية منذ القرن التاسع عشر لشرح كيفية حدوث التطور، نظرًا لأن العديد من العلماء اعترضوا في البداية على الانتقاء الطبيعي. العديد من هذه النظريات، بما في ذلك القيود الهيكلية أو التنموية، قادت (الأسهم الزرقاء الصلبة) إلى شكل ما من أشكال التطور الموجه (التكوين التقويمي)، مع أو بدون استدعاء السيطرة الإلهية (الأسهم الزرقاء المنقطة). لقد تم تنحية هذه النظريات إلى حد كبير جانبًا من خلال التوليف الحديث لعلم الوراثة والانتقاء الطبيعي في أوائل القرن العشرين (الأسهم البرتقالية المتقطعة).

تاريخ

## قانون جيفروي للتعويض
في عام 1830، ناقش إتيان جيفروي سانت هيلير قضية بنيوية ضد الموقف الوظيفي ( الغائي ) لجورج كوفييه . يعتقد جيفروي أن التماثلات في البنية بين الحيوانات تشير إلى أنها تشترك في نمط مثالي؛ هذه لا تعني التطور بل وحدة الخطة، قانون الطبيعة.  واعتقد أيضًا أنه إذا تم تطوير جزء واحد بشكل أكبر داخل الهيكل، فمن الضروري أن يتم تقليل التعويض عن الأجزاء الأخرى، حيث تستخدم الطبيعة دائمًا نفس المواد: إذا تم استخدام المزيد منها لميزة واحدة، فسيتم تقليل التعويض. متاح للآخرين. 

## مورفولوجيا دارسي طومسون
في كتابه "الغريب الأطوار والجميل"  الصادر عام 1917 عن النمو والشكل ، أعاد دارسي وينتورث طومسون النظر في الفكرة القديمة المتمثلة في " قوانين الشكل العالمية " لشرح الأشكال المرصودة للكائنات الحية.  يقول الكاتب العلمي فيليب بول أن طومسون "يقدم المبادئ الرياضية كأداة تشكيل قد تحل محل الانتقاء الطبيعي، موضحًا كيف أن هياكل العالم الحي غالبًا ما تعكس تلك الموجودة في الطبيعة غير العضوية"، ويلاحظ "إحباطه من تفسيرات " فقط هكذا " المورفولوجية التي يقدمها الداروينيون." بدلاً من ذلك، يكتب بول، يشرح طومسون كيف أن القوى الفيزيائية لا تحكم الشكل البيولوجي، بل الوراثة.  كتب فيلسوف علم الأحياء مايكل روس بالمثل أن طومسون "لم يكن لديه سوى القليل من الوقت للانتقاء الطبيعي"، ويفضل بالتأكيد "التفسيرات الميكانيكية" وربما يبتعد عن المذهب الحيوي . 

## هياكل سيلاخر الرئوية
ومثل طومسون، أكد عالم الحفريات أدولف سيلاشر على القيود التصنيعية المفروضة على الشكل. قام بتفسير الحفريات مثل ديكنسونيا في الكائنات الحية في العصر الإدياكاري على أنها هياكل "pneu" يتم تحديدها عن طريق التضخم الميكانيكي مثل مرتبة هوائية مبطنة، بدلاً من أن تكون مدفوعة بالانتقاء الطبيعي.  

## قيود فاغنر على التنمية
في كتابه الذي صدر عام 2014 بعنوان "التماثل والجينات والابتكار التطوري" ، يجادل عالم الأحياء التطوري غونتر ب. فاغنر عن "دراسة الحداثة باعتبارها متميزة عن التكيف". يعرّف الجدة بأنها تحدث عندما يطور جزء من الجسم وجودًا فرديًا وشبه مستقل، وبعبارة أخرى كبنية متميزة ويمكن التعرف عليها، والتي يشير ضمنًا إلى أنها قد تحدث قبل أن يبدأ الانتقاء الطبيعي في تكييف البنية لبعض الوظائف.   وهو يشكل صورة بنيوية لعلم الأحياء التطوري ، باستخدام الأدلة التجريبية، مجادلًا بأن التماثل والجدة البيولوجية هي جوانب رئيسية تتطلب تفسيرًا، وأن التحيز التنموي (أي القيود الهيكلية على التطور الجنيني) هو تفسير رئيسي لها.  

## التنظيم الذاتي عند كوفمان
اقترح عالم الأحياء الرياضي ستيوارت كوفمان في عام 1993 أن التنظيم الذاتي قد يلعب دورًا إلى جانب الانتقاء الطبيعي في ثلاثة مجالات من علم الأحياء التطوري ، وهي ديناميكيات السكان ، والتطور الجزيئي ، والتشكل . فيما يتعلق بالبيولوجيا الجزيئية، تعرض كوفمان لانتقادات لتجاهله دور الطاقة في قيادة التفاعلات الكيميائية الحيوية في الخلايا، والتي يمكن أن نطلق عليها إلى حد ما التحفيز الذاتي ولكنها لا تنظم نفسها بنفسها. 